# Broodtekst
De broodtekst is dat deel van een (kranten- of tijdschrift-)artikel, hoofdstuk of boek dat wordt gevormd door aaneengesloten proza (soms ook: poëzie), in tegenstelling tot elementen als titels, koppen, streamers, boxen en intro's.

## Dominante broodtekst
Sommige tekstsoorten bestaan voor een groot deel uit broodtekst: een traditionele roman bijvoorbeeld wordt bijna geheel in deze lopende tekst gezet. Typografische elementen zijn dan voornamelijk het inspringen bij een nieuwe alinea, extra witregels, en soms een grote hoofdletter aan het begin van een hoofdstuk. De beginregel van het hoofdstuk kan dan, met name in de traditioneler drukkunst, nog in klein kapitaal zijn gezet. Al deze elementen zijn slechts variaties op de broodtekst.

## Broodtekst als visueel onderdeel
In artikelen voor een algemeen publiek vallen vaak de elementen op die niet tot de broodtekst behoren, en dit geldt met name voor artikelen in publiekstijdschriften. Zulke andere elementen staan in bewust contrast met de broodtekst, en definiëren hem juist door dat contrast. Dat contrast is in de eerste plaats visueel, in mindere mate valt het als inhoudelijk verschil op te vatten. Bij deze andere elementen, die zich van de broodtekst onderscheiden, valt te denken aan onder meer:
- illustraties;
- informatiepanelen met of zonder achtergrondkleur;
- een intro: dit is niet de inleidende alinea (die heet lead, en maakt juist wél deel uit van de broodtekst), maar een los, vetgezet tekstblokje, bedoeld om de belangstelling van de lezer voor het artikel te wekken, zodat die juist wel de broodtekst zal gaan lezen;
- een streamer, typisch een citaat, uitspraak of motto; de streamer kan, in een grote, contrasterende letter gezet, zich over meerdere kolommen uitstrekken, midden tussen de broodtekst zelf, en zo de lezer "het artikel in trekken".

## Tekstbeeld

### Korpsgrootte en regellengte
De broodtekst wordt meestal gezet in een letter waarvan de grootte 8 tot 12 punten bedraagt. Deze korpsgrootte vormt alweer een visueel contrast met de andere lay-outelementen, die vaak veel groter gezet zijn, zich van een andere letterfamilie kunnen bedienen en ook vaak een contrasterende kleur hebben. De meeste teksten gebruiken voor de broodtekst een schreefletter, die dan ook als de "standaard" lettergroep kan worden gezien. Daardoor valt hij niet buitensporig op. Het is een uitgangspunt van de typografie dat lay-out en design de uitgave moeten ondersteunen en verfraaien, en daarbij de leesbaarheid moeten bevorderen; zij moeten echter niet afleiden van de eigenlijke tekst, en aan dat criterium voldoet de schreefletter, juist doordat de lezer eraan gewend is.
Wel komt ook de schreefloos voor; met name boeken over kunst lenen zich goed voor een schreefloze letter in de broodtekst; zelfs komt de bijzondere letterfamilie der egyptiennes in aanmerking, die weinig verschil tussen dik en dun vertonen en onopvallende schreven hebben. In uitgaven over (beeldende) kunst ligt de aandacht immers per definitie bij visuele aspecten. Dit komt niet alleen tot uiting in de illustraties en in het gehele boekontwerp, maar ook de letter van de broodtekst kan een opvallend uiterlijk hebben, zonder dat dit hinderlijk is. Integendeel, het versterkt juist de nadruk op het visuele die ook in de tekst tot uitdrukking zal komen.

### Regelval
Er zijn drie soorten regelval, dat wil zeggen dat de regels op drie manieren in de zetspiegel kunnen zijn opgenomen. Het zijn: linkslijnend, rechtslijnend en gecentreerd. Niet alle drie lenen zij zich even goed voor een broodtekst.

#### Linkslijnend
De drukregels van de broodtekst kunnen verschillend zijn opgemaakt. De bekendste vormen zijn alle linkslijnend; daarbij begint iedere nieuwe regel bij de linkermarge van het blad, zodat die linkermarge visueel een rechte verticale lijn vormt. Er bestaan drie varianten van deze linkslijnende regelval:
- Uitgevulde regels De regeleinden vormen aan de rechterkant van de zetspiegel of kolom een verticale rechte lijn, net zoals zij dit aan de linkerzijde doen. Het is daarbij doorgaans noodzakelijk tevens van woordafbreking gebruik te maken; verdeelt men de woorden aan het einde van de regel níét in lettergrepen, dan zullen er in vele regels grote "gaten" tussen de woorden vallen.
- Engelse regelval De regels zijn niet uitgevuld, de rechterzijde is dus "rafeliger", doordat bij een woordeinde waarachter geen nieuw woord meer past, een nieuwe regel wordt aangevangen (dit artikel bijvoorbeeld is gezet in Engelse regelval).
- Vrije regelval Hetzelfde als Engelse regelval, met dit verschil dat de woorden nu ook in lettergrepen kunnen worden afgebroken.

### Kolomgebruik
De broodtekst kan in kolommen zijn verdeeld, met name in krant en tijdschrift; ook in non-fictieboeken komt dit tekstbeeld vrij veel voor (in fictie echter nauwelijks). Zijn er in een broodtekst kolommen, dan worden zij doorgaans uitgevuld: meerdere kolommen met vrije regelval zouden op één pagina immers meerdere rafelranden te zien geven, waarmee het tekstbeeld van de broodtekst onrustig wordt. De woorden worden bij deze vorm van uitvullen veelal afgebroken.
Indien er geen kolomverdeling is, wordt volgens een veelgebruikte vuistregel een bepaalde verhouding tussen korpsgrootte en regellengte gekozen, zodanig dat op een regel gemiddeld tien à twaalf woorden passen.

## Computerzetwerk
De principes van het zetten van broodtekst stammen uit de tijd van het loodzetten; in de periode van het fotografisch zetten (met zijn nadruk op vormen van diepdruk en vlakdruk) werden zij overgenomen, en ook in de tijd van het computerzetwerk zijn zij, behoudens enkele aanpassingen zoals nieuw-gegenereerde letterfamilies, goeddeels onaangetast gebleven. Wel is in dit nieuwe tijdperk de paginaopmaak niet langer voorbehouden aan typografen en vormgevers; in handen van de algemene gebruiker vertoont hij dan ook veelvuldig grote afwijkingen van de hier geschetste uitgangspunten.